# Bundesstraße 104
Die Bundesstraße 104 (Abkürzung: B 104) ist eine deutsche Bundesstraße. Sie beginnt am Abzweig von B 75 und A 226 (Anschlussstelle Lübeck-Siems) nahe der östlichen Landesgrenze von Schleswig-Holstein im Stadtgebiet von Lübeck und endet in Linken, einem Ortsteil der Gemeinde Ramin, an der Grenze zu Polen in der Nähe von Stettin.

## Geschichte
Die ehemalige Reichsstraße 104 führte von Stettin weiter über Stargard (Pommern) und Deutsch Krone bis Schneidemühl, das in der Nähe der damaligen polnischen Grenze liegt.
Der Abschnitt zwischen Güstrow und Teterow wurde 1830 fertiggestellt; die Straße von Rostock über Malchin nach Neubrandenburg ging 1836 in Betrieb. Kurz darauf begann auch der Bau des westlichsten Streckenabschnittes zwischen Lübeck und Schwerin, der 1840 begonnen und 1844 vollendet wurde.

## Verlauf
- Schleswig-Holstein

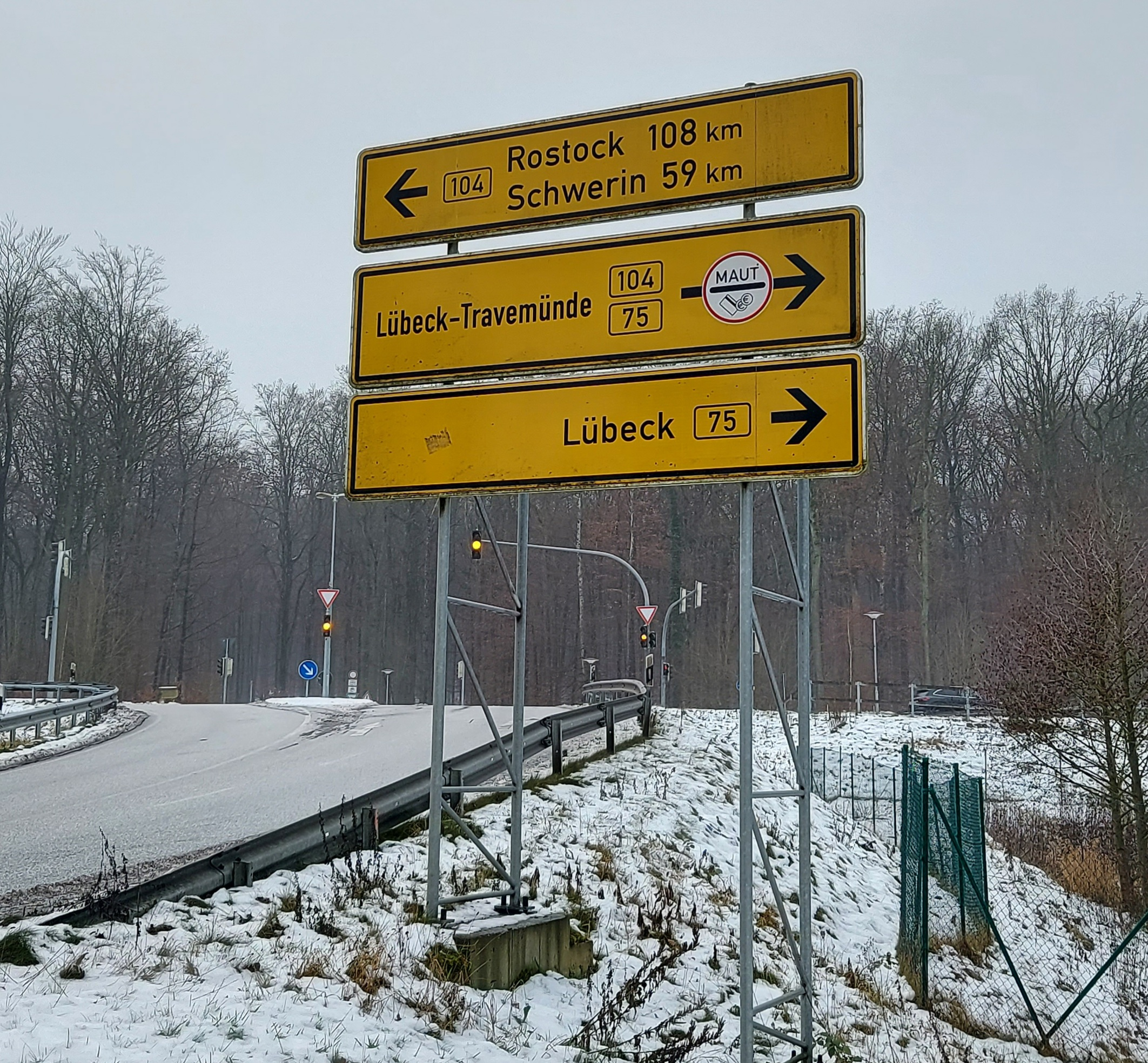
Die Ortsumgehung von Lübeck-Schlutup

  - Lübeck-Siems, Beginn an der B 75 aus Lübeck-Travemünde und der A 226 vom Autobahndreieck Bad Schwartau
  - Trave, Unterquerung der Trave im Herrentunnel
  - Lübeck-Schlutup, Abzweig von der B 75 Richtung Süden und westliche Ortsumgehung von Schlutup.
- Mecklenburg-Vorpommern
  - Selmsdorf Abzweig der B 105 nach Greifswald
  - Schönberg Kreuz mit der A 20 (Lübeck – Rostock)
  - Rehna
  - Gadebusch Kreuz mit der B 208 (Bad Oldesloe – Wismar)
  - Schwerin Kreuz mit der B 106 (Wismar – Ludwigslust)
  - Cambs Kreuz mit der A 14 (Wismar – A 24)
  - Brüel Abzweig der B 192 von Wismar
  - Sternberg Abzweig der B 192 nach Neubrandenburg
  - Güstrow Abzweig der B 103 nach Laage (ehemals Kreuz, Rostock – Kyritz)
  - Lalendorf Kreuz mit der A 19 (Berlin – Rostock)
  - Teterow Kreuz mit der B 108 (Laage – Waren (Müritz))
  - Malchin
  - Stavenhagen Kreuz mit der B 194 (Stralsund – Waren (Müritz))
  - Neubrandenburg Abzweig der B 192 von Sternberg und Kreuz mit der B 96 (Berlin – Sassnitz)
  - Sponholz Abzweig der B 197 nach Anklam
  - Woldegk Kreuz mit der B 198 (Neustrelitz – Prenzlau)
  - Strasburg (Uckermark)
- Brandenburg
  - Wilsickow
- Mecklenburg-Vorpommern
  - Pasewalk Kreuz mit der A 20 (Rostock – Stettin) und Kreuz mit der B 109 (Berlin – Greifswald)
  - Ramin-Linken Abzweig der B 113 nach Mescherin

## Sehenswürdigkeiten
Nordöstlich von Schwerin verläuft die B 104 auf dem teilweise künstlich erschaffenen Paulsdamm durch den Schweriner See. Stellenweise hat man beidseitig freien Blick auf das Wasser. Parallel zur Straße verläuft ein Radweg.